# 特雷維噴泉
特雷維噴泉（義大利語：Fontana di Trevi），俗称许愿池，是一座位於義大利羅馬特雷维區的噴泉，也是羅馬的地標之一。噴泉建成於1762年，高26.3公尺，寬49.15公尺，是羅馬最大的巴洛克風格噴泉。遊客通常會在此地許願。

## 1629年之前的特雷維噴泉

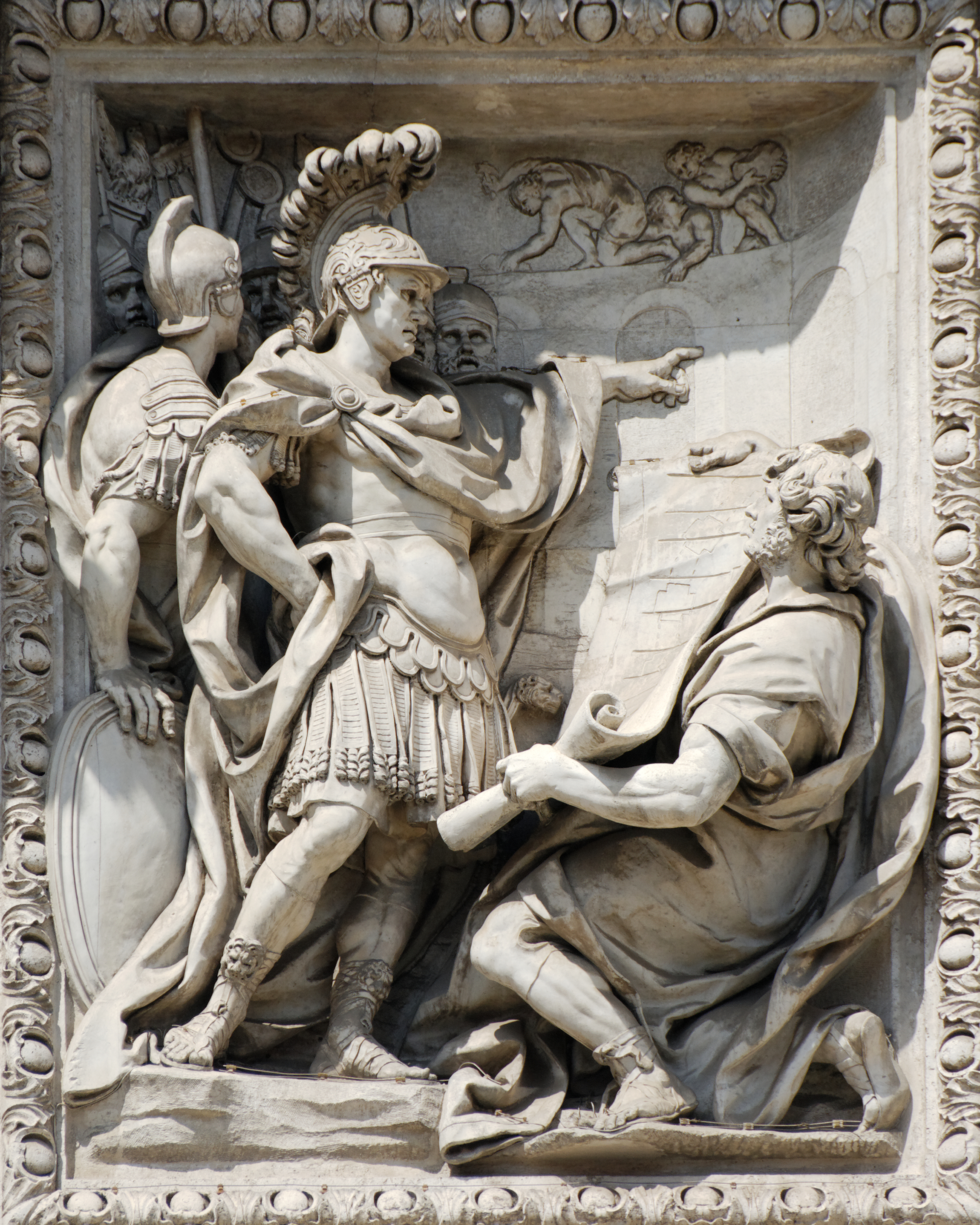
波利宮刻有羅馬帝國將軍阿格里帕批准維爾戈水道建築計劃的雕像

特雷維噴泉原先位在三條道路的交匯處，也是羅馬高架渠水道維爾戈水道（Acqua Vergine）的終點，這些水道是古羅馬時代負責運送飲用水的管線。據說在公元前19年，一位羅馬技師為了幫助一位少女，從13公里外將飲用水引入這個地區，這條水道因此被稱為維爾戈水道橋。而維爾戈水道橋也將乾淨的水源引入羅馬將軍瑪爾庫斯·維普撒尼烏斯·阿格里帕（羅馬帝國開國皇帝奧古斯都的密友和副手）浴場，並且被羅馬人使用超過400年的時間。
在538年東羅馬帝國攻打東哥德王國（哥德戰爭）期間，附近的水道遭到試圖重新奪回羅馬城的東哥德人破壞。
隨著15世紀文藝復興運動的展開，羅馬人的建築風格得到復興，因此開始在水道的終點建造壯麗的噴泉。教宗尼閣五世在1453年完成處女水道橋的修復工作，建築師萊昂·巴蒂斯塔·阿爾伯蒂並且建造一個簡單的池子，表示這裡是水的匯集處。

## 目前的特雷維噴泉

### 委任、設計及建造

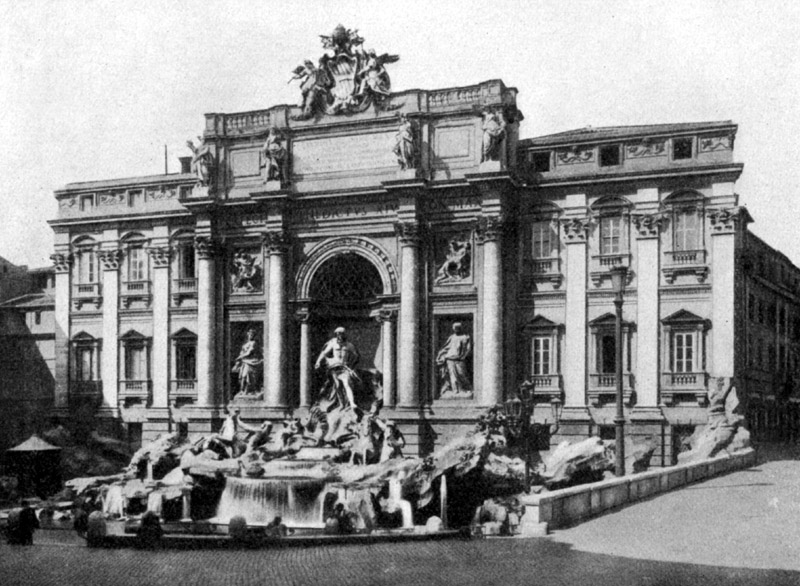
1908年的特雷維噴泉

教宗烏爾巴諾八世在1629年認為當時的噴泉並不夠華麗，於是濟安·貝尼尼設計新的噴泉。但是在烏爾巴諾八世死後，這項計畫遭到終止。所以貝尼尼最後只把特雷維噴泉轉向奎里納爾宮的方向，因為教宗可以從這裡觀賞。
維也納的阿爾貝蒂娜博物館保存了許多未實現的特雷維噴泉設計，其中包括皮埃特羅·達·科爾托納、Nicola Michetti、Ferdinando Fuga、法國的埃德姆·布沙東（Edmé Bouchardon）等人的設計。
在巴洛克藝術興盛時期，建築物、噴泉（甚至包括西班牙階梯）的設計競賽蔚為風潮。教宗克勉十二世在1730年任命尼古拉·莎維（Nicola Salvi）重新設計特雷維噴泉，工程始於1732年。尼古拉·莎維於1751年去世後，建築師喬凡尼·帕尼尼（Giovanni Paolo Pannini）接續他的工作。他根據計劃，完成羅馬執政官瑪爾庫斯·維普撒尼烏斯·阿格里帕及羅馬處女「特雷維」的雕像。到1762年全部完工時，克勉十二世也已離世。隨後，伯拉奇（Pietro Bracci）雕塑的海神便設立在噴泉的正中央。

### 整修
特雷維噴泉曾在1998年重新整修，雕像與牆壁被重新粉刷，並且裝上新的抽水馬達。

### 雕像
特雷維噴泉的後側是波利宫，並是呈現神話故事科林斯柱式的大柱式牆面。海神宮的中央是駕馭飛馬戰車的海神，左右側則是豐裕與健康女神，海神的下方則是海之信使特里同，外觀並顯現出類似凱旋門的模樣。

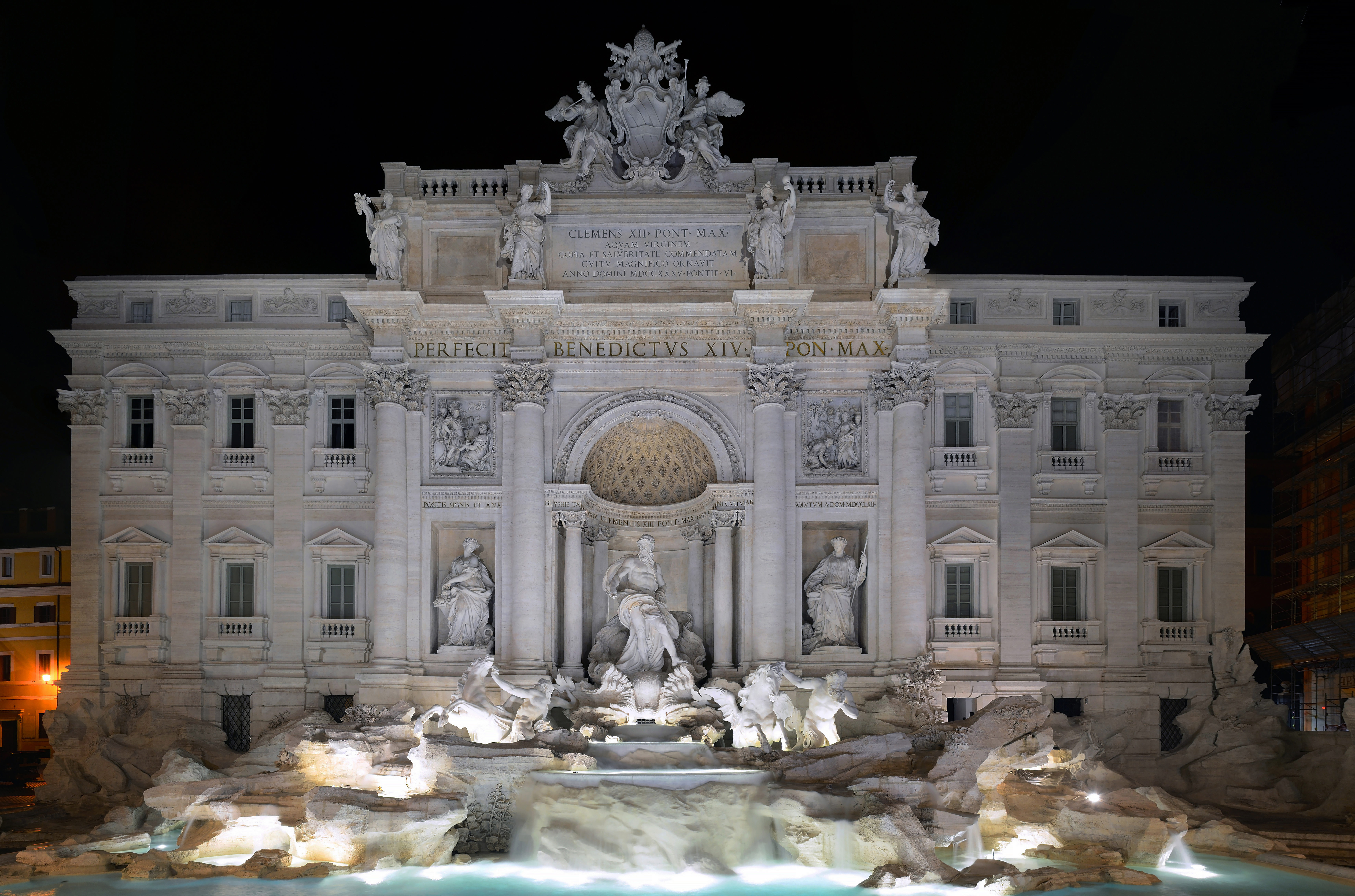
夜晚的特雷維噴泉

### 投擲錢幣
根據電影《羅馬之戀》（Three Coins In The Fountain） 的劇情，據說如果人們投擲兩枚錢幣在特雷維噴泉的話，學業和工作則會順順利利；如果投擲三枚錢幣的話，則至少會結婚或離婚。
每天大約有3,000歐元的錢幣投進特雷維噴泉，這筆錢會用作冿貼羅馬一間做窮人生意的超級市場。不過，經常有人嘗試從噴泉裏偷取錢幣。

## 外部連結
- . Google Maps.   [August 6, 2007]. （原始内容存档于2011-12-13）.The fountain is the blue rounded rectangle in the center of the photo, just west of the Quirinal Palace.
- Roman Bookshelf - Trevi Fountain - Views from the 18th and 19th centuries （页面存档备份，存于）
- Trevi Fountain （页面存档备份，存于） Virtual 360° panorama and photo gallery.
- Trevi Fountain 360° iPIX panorama
- Engraving of the fountain's more modest predecessor. （页面存档备份，存于）
- Aquae Urbis Romae: the Waters of the City of Rome, Katherine W. Rinne （页面存档备份，存于）